# Dolmen des Pierres-Folles (Commequiers)
Pour les articles homonymes, voir Pierre Folle.
Le dolmen des Pierres-Folles est situé à Commequiers, dans le département français de la Vendée.

## Historique
L'édifice est signalé dès 1829 par Charles Massé-Isidore pour qui « ces antiquités ne sont autre chose que des pierres à demi dégrossies au marteau. Elles ont la forme d'une table, et passent dans le pays pour un ancien autel des druides ». A la fin du XIXe siècle, le site sert de carrière. En 1901, Marcel Baudouin, qui connaît le site depuis son enfance, fouille et décide de restaurer l'édifice dans lequel il croit reconnaître une allée couverte.
Le dolmen est classé au titre des monuments historiques depuis le 13 avril 1929.

## Description
Toutes les dalles sont en grès, à l'exception d'un bloc près de l'entrée et des pierres de calage des orthostates qui sont en calcaire. C'est un dolmen de type angevin d'environ 10 m de long orienté nord/sud-est. La chambre est délimitée par onze orthostates. Trois tables de couverture sont visibles, dont une encore en place.
Plusieurs auteurs mentionnent des gravures sur les dalles du monument, diversement nommées, « Pas de la Vierge » ou « Pied (Pas, Main) de Satan (du Diable) » et même « Pied de l'enfant Jésus », qui correspondent en fait à des irrégularités naturelles de la pierre. Selon Baudouin, quatre orthostates comporteraient chacun un polissoir.
La restauration de Baudouin fut quelque peu hasardeuse. Pour autant, il s'agit de l'un des sites majeurs du mégalithisme vendéen.

## Fouille archéologique
Le mobilier archéologique découvert correspond aux fouilles de Baudouin. Il est en grande partie conservé au musée des Sables d'Olonne. 
Les outils lithiques comprennent un fragment de hache polie et des silex (grattoir, racloir, nucléus et éclats). Parmi les nombreux tessons de céramique, on peut distinguer un grand fragment d'un vase à provision de couleur brunâtre à surface rugueuse et dégraissant composé de grains de quartz et de paillettes de mica et un bouton de préhension de forme allongée en terre rouge.
Baudouin découvrit aussi un fragment de disque perforé en talc-schiste et deux objets en cuivre : un objet en deux parties non identifié et une épingle. L'analyse de l'objet non identifié a révélé qu'il s'agissait d'un alliage en laiton le rattachant à une période moderne. L'épingle à palette, en cuivre, est ornée sur une face de quatre cannelures plus ou moins parallèles. Elle pèse 17 g pour une longueur de 83 mm. Sa composition métallique indique une probable origine alpine datée du Chalcolithique.
Le matériel osseux correspond à une pendeloque perforée dans une dent de canidé (de loup selon Baudouin) et à des restes d'un squelette humain.

## Dégradations
Le site, trop isolé, a fait l'objet de dégradations depuis des années, dont la plus grave est un feu violent qui a été allumé en mai 2021, sous la table, et qui a fait sauter d'importants morceaux de grès .